# Нікітськ (присілок)
Нікітськ (рос. Никитск) — присілок в Мединському районі Калузької області Російської Федерації.
Населення становить 48 осіб. Входить до складу муніципального утворення Село Нікітське.

## Історія
Від 2004 року входить до складу муніципального утворення Село Нікітське.

## Населення
| 2002 | 2010 |
| ---- | ---- |
| 66   | ↘48  |